# Stegen (Inning am Ammersee)

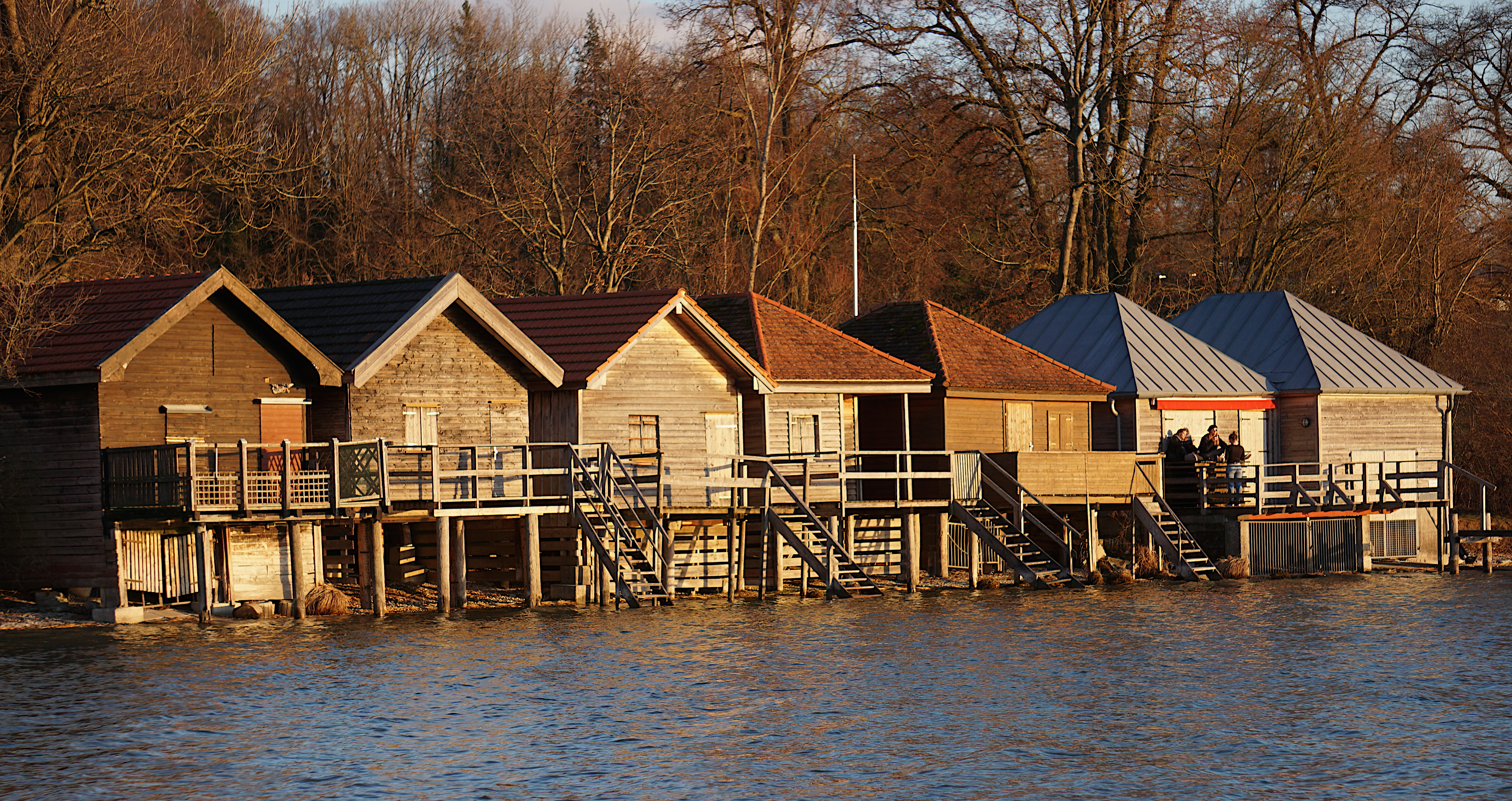
Bootshäuser in Stegen

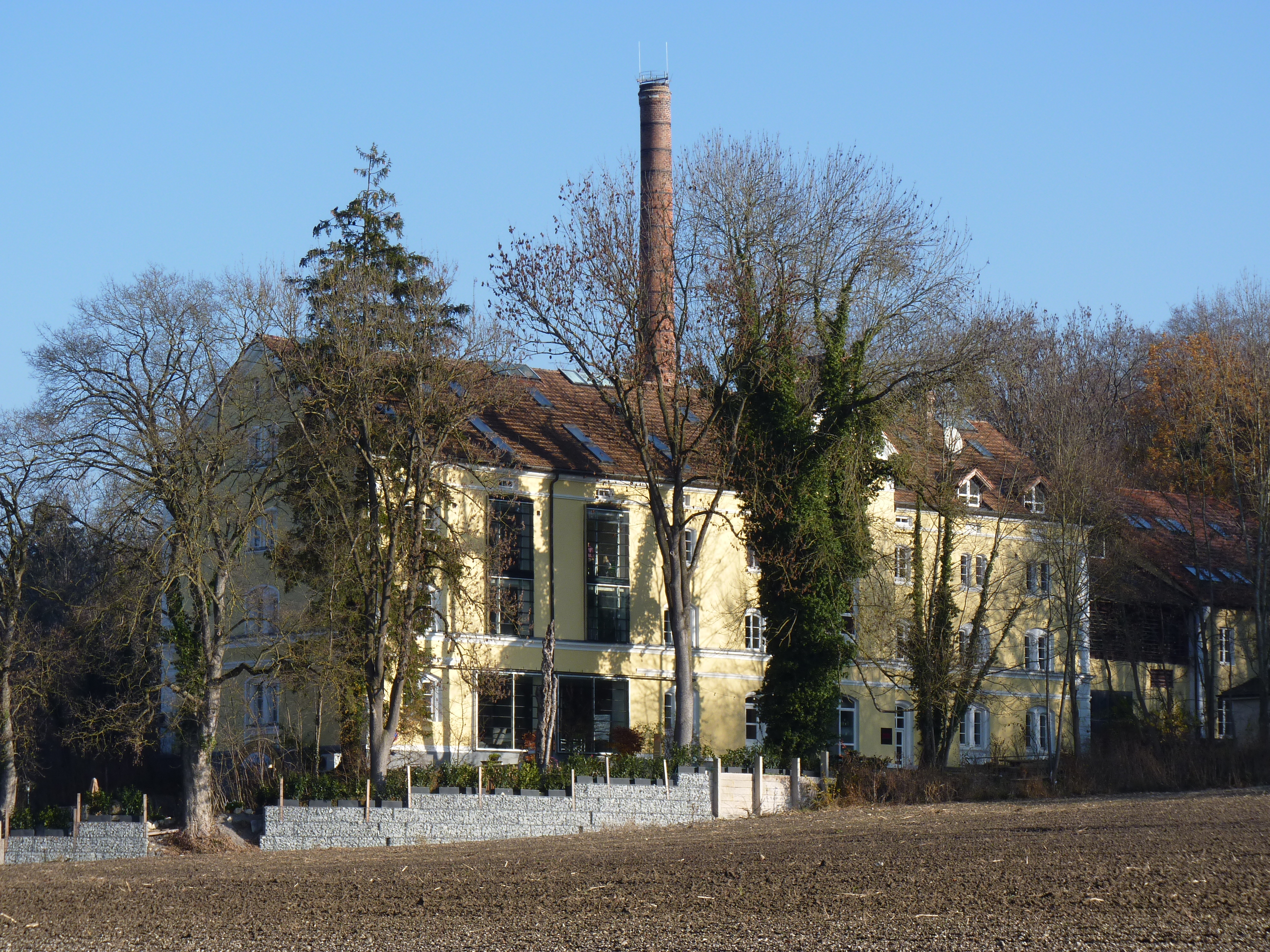
Die Alte Brauerei Stegen am Fuß des Stegener Hügels (2018)

Stegen ist ein Ortsteil der Gemeinde Inning am Ammersee im oberbayerischen Landkreis Starnberg.
Der Weiler liegt westlich des Kernortes Inning direkt am Nordufer des 46,6 km² großen Ammersees. Am nördlichen Ortsrand verlaufen die St 2070 und die A 96, am westlichen Ortsrand fließt die Amper aus dem Ammersee. Nördlich erstreckt sich das Naturschutzgebiet Ampermoos. Im Osten liegt der Stegener Berg (571 m).
In Stegen befinden sich Heimathafen und Werft der auf dem Ammersee verkehrenden Schiffe der Bayerischen Seenschifffahrt.

## Geschichte
Im Bereich um den Bräuhausweg liegen mehrere Fundstellen von Bestattungen der Bronzezeit und der Hallstattzeit.